# Schlacht bei Tourcoing
1792

Porrentruy – Marquain – Quiévrain – Verdun – Thionville – Valmy – Lille – Mainz (1792) – Jemappes
1793

Aldenhoven I – Namur – Neerwinden – Mainz (1793) – Famars – Valenciennes (1793) – Arlon (1793) – Hondschoote – Meribel – Avesnes-le-Sec – Pirmasens – Toulon – Fontenay-le-Comte – Cholet – Lucon – Trouillas – Dünkirchen – Le Quesnoy – Menin I – Wattignies – Weißenburg I – Biesingen – Kaiserslautern I – Weißenburg II
1794

Boulou – Landrecis – Menin II – Mouscron – Martinique – Guadeloupe – Tourcoing – Tournai – Kaiserslautern II – San-Lorenzo de la Muga – 13. Prairial – Fleurus – Kaiserslautern III – Vosges – Aldenhoven II
1795

Cornwallis’ Rückzug – Genua – Groix – Hyeres – Handschuhsheim – Mainz (1795) – Mannheim – Loano
1796

Montenotte – Millesimo – Dego – Mondovì – Lodi – Borghetto – Castiglione – Mantua – Siegburg – Altenkirchen – Wetzlar – Kircheib – Kehl – Kalteiche – Friedberg  – Malsch – Neresheim – Sulzbach – Deining – Amberg – Würzburg – Neufundland – Rovereto – Bassano – Limburg – Biberach I – Emmendingen – Schliengen – Caldiero – Arcole – Irland
1797

Fall von Kehl – Rivoli (1797) – St. Vincent – Diersheim – Santa Cruz – Neuwied – Camperduin
Die Schlacht bei Tourcoing fand am 17. und 18. Mai 1794 während des Ersten Koalitionskrieges statt. Von Seiten der Alliierten war sie als Entscheidungsschlacht gegen die Truppen der französischen Republik in Flandern geplant worden. Der Plan scheiterte und endete in einer klaren Niederlage.

## Vorgeschichte
Auf dem niederländischen Kriegsschauplatz hielten die Franzosen zu Beginn des Feldzugs des Jahres 1794 an ihrem Ziel der Eroberung fest. Ihre Armee sollten in Flandern und an der Sambre in die Offensive gehen. Auf der anderen Seite wollten die Alliierten die französischen Grenzfestungen erobern und danach auf Paris vorstoßen. Der alliierte Oberbefehlshaber Josias von Sachsen-Coburg begann Mitte April die Stadt Landrecies mit einer Armee von 75.000 Mann zu belagern. Die Stadt fiel am 30. April. Inzwischen hatten die Franzosen die Alliierten unter Clerfayt in Flandern über die Schelde gedrängt und die Festungen in Westflandern eingeschlossen.
Die französische Offensive bedrohte die Verbindungswege der Briten. Die Verbündeten mussten Verstärkungen in das bedrohte Gebiet bringen. Die Franzosen griffen die Alliierten in der Schlacht von Willems am 10. Mai und einen Tag später in Courtrai an. In der ersten Schlacht blieben die Alliierten siegreich, in der zweiten wurde Clerfayt gezwungen, sich nach Norden zurückzuziehen. Der Herzog von York, der auf dem linken Flügel der Alliierten kommandierte, verlangte nach Verstärkungen und Kaiser Franz II., der selbst im Hauptquartier der Alliierten in Tournai anwesend war, und der Oberbefehlshaber Josias von Sachsen-Coburg entschieden ihre Hauptanstrengungen im Westen zu konzentrieren.
Mitte Mai hatten die Franzosen unter Charles Pichegru und Joseph Souham zwischen Lille und Courtrai etwa 82.000 Mann zur Verfügung. Davon befanden sich Souham mit etwa 28.000 und Moreau mit etwa 22.000 Mann zwischen Courtrai und Aelbeke. Weitere 20.000 Mann unter Bonnaud standen östlich von Lille und weitere 10.000 standen südlich von Lille.
Die Verbündeten unter Josias von Sachsen-Coburg wollten die Franzosen in einer Entscheidungsschlacht schlagen. General Karl Mack hatte dazu einen hochkomplexen Plan entworfen, der ein getrenntes Vorgehen von sechs Kolonnen und den Angriff auf einer Linie von zwanzig Meilen vorsah. Ein Grundproblem war, dass nur der Sieg aller Teileinheiten den Erfolg des Plans bringen würde.
Der Hauptschlag sollte aus dem Osten vom westlichen Schelde-Ufer nach Nordwesten erfolgen. Die Hauptkolonne in der Mitte führte Feldmarschallleutnant Rudolf von Otto mit 10.000 Mann über Leers in Richtung auf Tourcoing. Links davon gingen die Briten unter dem Herzog von York über Lannoy auf Mouvaux vor. Rechts von Otto befand sich eine kleinere Einheit von Hannoveranern unter General Bussche, die in Richtung Mouscron vorrückte. Im Norden auf dem rechten Flügel befehligte Graf Clerfayt ein separates Corps. Er sollte von Norden bei Wervicq den Fluss Lys überqueren und dann nach Süden auf Mouscron und Tourcoing vorstoßen um die Verbindung mit den Kolonnen unter Otto und dem Herzog von York erreichen. Auf dem linken Flügel operierte die Kolonne des Grafen Kinsky mit 9.000 Mann, er hatte den Hauptstoß zu decken und die Brücke über die Marque bei Bouvines zu sichern. Mit einem Tagesmarsch Abstand operierte links außen die Kolonne von Erzherzog Karl mit 14.000 Mann, welcher über Orchies auf Pont-à-Marcq vorgehen sollte. Er hatte die Operation nach Süden zu decken, die Verbindung mit der Kolonne Kinsky herzustellen und dann nach Norden vorgehend die Vereinigung mit dem Herzog von York zu suchen.

## Verlauf

### Aufmarsch
Der Plan scheiterte bereits nach kurzer Zeit. Als Clerfayt Wervicq am 17. Mai erreichte, musste er feststellen, dass die dortige Brücke stark befestigt und mit starken Kräften verteidigt wurde. Er würde unter diesen Umständen den Fluss erst am nächsten Tag überqueren können. Bussche erreichte zwar Mouscron, wurde aber durch einen französischen Gegenangriff zurückgetrieben. Graf Kinsky erreichte Bouvines, konnte aber nicht verhindern, dass die Franzosen die dortige Brücke zerstörten. Erzherzog Karl kam nur langsam voran und erreichte bei weitem nicht das für diesen Tag vorgesehene Ziel.
In der Mitte kam von Otto bis Tourcoing, hatte aber keine Verbindung mit dem Herzog von York. Die Vorhut des Herzogs erreichte Roubaix, wo die Franzosen gezwungen werden konnte, eine starke Position zu räumen. Weil der Herzog sich in einer isolierten Position wähnte, wollte er sich etwas zurückziehen. Franz II. befahl jedoch den weiteren Vormarsch. Am Ende des Tages erreichte der Herzog die Straße zwischen Roubaix und Mouvaux. Nur der Herzog von York und von Otto hatte die geplanten Ausgangspositionen erreicht, damit war am Ende des Tages der Plan Macks bereits gescheitert.
Die französischen Generäle hielten ohne den abwesenden Oberkommandierenden in Menen (französisch Menin) Kriegsrat, um den Gegenangriff zu planen. Der französische linke Flügel befand sich südlich des Lys in der Nähe von Mouscron. Der rechte Flügel befand sich östlich von Lille. Die Division Bonnaud auf dem rechten Flügel sollte nordwärts in Richtung Lannoy und Roubaix angreifen. Der linke Flügel sollte südlich auf Mouvaux, Tourcoing, Watrelos und Dottignies vorstoßen. Das alliierte Zentrum wurde durch französische Einheiten bedroht, die dreimal so stark waren.

### Schlacht und Folgen
Am nächsten Tag wurden von Otto und der Herzog von York, die vom rechten und linken Flügel der Alliierten isoliert standen, von 60.000 französischen Soldaten angegriffen. Zunächst wurde Otto angegriffen. Der Herzog schickte noch Verstärkung, weil er glaubte seine Position halten zu können. Die Truppen kamen aber zu spät, um Tourcoing noch halten zu können. Feldmarschalleutnant Otto gelang es mit seinen Truppen zu entkommen. Der Herzog wurde nun von mehreren Seiten angegriffen und die britischen Einheiten wurden voneinander getrennt. Der Herzog selbst entkam nur mit Mühe einer Gefangennahme. Die britischen Truppen mussten sich ihren Rückzug unter hohen Verlusten frei kämpfen. Clerfayt zog sich nach einigen Begegnungen mit französischen Truppen hinter den Lys zurück. Auf dem linken Flügel der Alliierten waren Kinksy und Erzherzog Karl wenig aktiv.
Die Kämpfe endeten am Nachmittag. Die Alliierten hatten zwischen 3.000 und 5.000 Mann sowie 50 Kanonen verloren. Die Franzosen verloren etwa 3000 Mann an Toten und Verwundeten. Die Verbündeten mussten sich in Richtung Tournai zurückziehen. Die nachrückenden Franzosen wollten die Verbündeten aus den dortigen befestigten Stellungen vertreiben, wurden aber in der Schlacht bei Tournai am 22. Mai ihrerseits geschlagen.